# Punta Cornes
Punta Cornes  är en udde i Antarktis. Den ligger på Islote Gentile i Sydshetlandsöarna. Argentina, Chile och Storbritannien gör anspråk på området.
Terrängen inåt land är varierad. Trakten är obefolkad. Det finns inga samhällen i närheten.